# Droujne
 (signalé en août 2025).
Si vous disposez d'ouvrages ou d'articles de référence ou si vous connaissez des sites web de qualité traitant du thème abordé ici, merci de compléter l'article en donnant les références utiles à sa vérifiabilité et en les liant à la section « Notes et références ».
- Archive Wikiwix
- Bing
- Cairn
- DuckDuckGo
- E. Universalis
- Gallica
- Google
- G. Books
- G. News
- G. Scholar
- Persée
- Qwant
- (zh) Baidu
- (ru) Yandex
- (wd) trouver des œuvres sur Wikidata

Droujne (en ukrainien : Дружне, en russe : Дружное, Droujnoïe) est une commune urbaine de l'est de l'Ukraine, dans l'oblast de Donetsk, dépendante du raïon de Horlivka et de la communauté urbaine de Ienakiieve. Elle était peuplée de 677 habitants en 2019.

## Géographie
La commune se situe près de la rivière Boulavyn, affluente de la rivière Krynka, puis du fleuve côtier Mious, qui se jette au sud dans la mer d'Azov. Elle fait partie de la périphérie est de la ville de Ienakiieve, et est limitrophe au nord de la ville industrielle de Bounhe. Elle se trouve à 41 km au nord-est de la ville de Donetsk.